# Melambia cardoni
Melambia cardoni là một loài bọ cánh cứng trong họ Trogossitidae. Loài này được Léveillé miêu tả khoa học năm 1908.